# 北宇和島駅
北宇和島駅（きたうわじまえき）は、愛媛県宇和島市伊吹町にある、四国旅客鉄道（JR四国）の駅である。
標高は8.8メートル。

## 乗り入れ路線
予讃線を所属線としており、予土線を加えた2路線が乗入れる。予土線はこの駅が線路名称上の終点であるが、予土線の列車は全て予讃線経由で宇和島駅まで乗入れている。そのため、この駅を始発・終着とする列車は設定されていない。かつては、駅から少し先の商店で切符を販売する簡易委託駅であったが、伊予石城・立間・二名と同時期に簡易委託が解除されて無人駅となった。
予讃線にはU27、予土線はG46の駅番号がそれぞれ設定されている。

## 歴史
- 1941年（昭和16年）7月2日：宇和島線（現・予土線）から卯之町駅方面への路線（現・予讃線）が分岐開通したのに伴い開業[1]。
- 1970年（昭和45年）6月1日：貨物取扱廃止[1]。
- 1971年（昭和46年）11月8日：荷物扱い廃止[1]。
- 1983年（昭和58年）11月25日：駅員無配置駅となり[4]、簡易委託化される[5]。
- 1987年（昭和62年）4月1日：国鉄分割民営化により、JR四国の駅となる[1]。

## 駅構造
島式ホーム1面2線を有する地上駅。高光駅方・務田駅方の両渡り線で予讃線と予土線が分岐していて改札内には和式の汲み取り式トイレがある。エレベーター等バリアフリー設備はない。
ベンチは改札外待合室とホーム上にある。
駅前商店で近距離乗車券を発売する簡易委託駅。

### のりば
| のりば | 路線                    | 方向 | 行先             |
| ------ | ----------------------- | ---- | ---------------- |
| 1・2   | ■予讃線                 | 上り | 八幡浜・松山方面 |
| 1・2   | ■予土線                 | 上り | 江川崎方面       |
| 1・2   | ■予讃線 （■予土線含む） | 下り | 宇和島行き       |

- 駅舎反対側の2番線を1線スルーとした配線であるため、発着番線は一定していない。

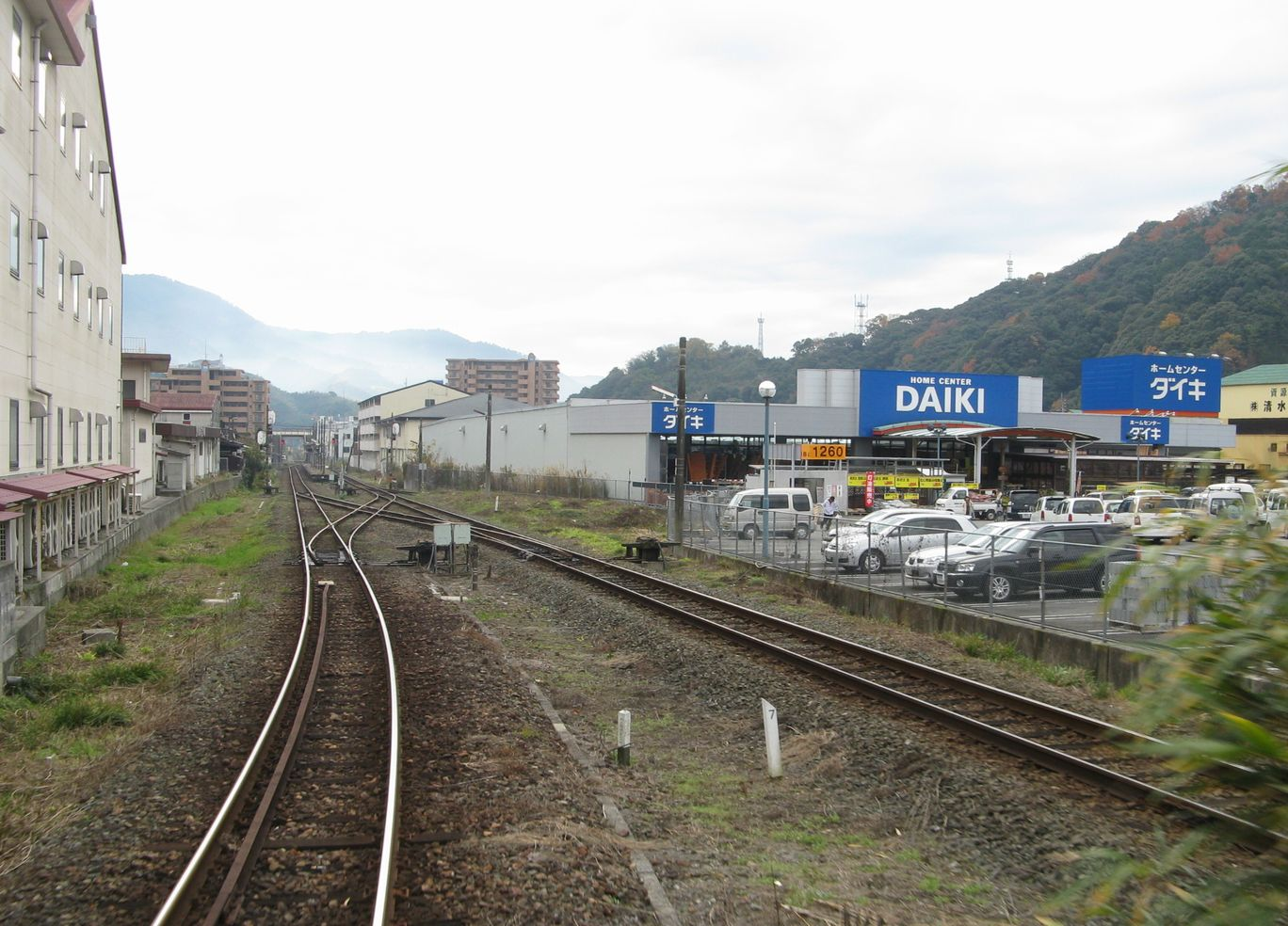
予讃線（右側）と予土線（手前）の分岐（2008年12月）

## 利用状況
1日の平均乗降人員は以下の通り。
| 乗降人員推移 | 乗降人員推移 |
| 年度         | 1日平均人数  |
| ------------ | ------------ |
| 2011年       | 108          |
| 2012年       | 122          |
| 2013年       | 142          |
| 2014年       | 118          |
| 2015年       | 136          |
| 2016年       | 120          |
| 2017年       | 132          |
| 2018年       | 94           |

## 駅周辺
- 宇和島伊吹町郵便局
- 宇和島自動車学校
- 認定こども園八幡幼稚園
- 東禅寺
- 明海寺
- 伊吹八幡神社
- 松山自動車道（宇和島道路）宇和島北IC
- 国道56号
- 須賀川

## 隣の駅
四国旅客鉄道（JR四国）
■予讃線
高光駅 (U26) - 北宇和島駅 (U27) - 宇和島駅 (U28)
■予土線（当駅 - 宇和島駅間は予讃線）
務田駅 (G45) - 北宇和島駅 (G46) - 宇和島駅 (G47)

## 特記事項
当駅を通過する特急列車で予讃線松山駅方面 - 予土線方面間を利用する場合は、いわゆる分岐駅通過の特例で、宇和島駅の改札口を出場しない場合に限り当駅 - 宇和島駅間を往復可能。